# Артурас Карнишовас
Артурас Карнишовас (литв. Artūras Karnišovas; рођен 27. априла 1971. у Клајпеди) је бивши литвански кошаркаш. Играо је на позицији крила.

## Клупска каријера
Карнишовас је своју каријеру почео као средњошколац у екипи Статиба из Виљнуса где је играо до 1990. године. Након тога одлази у Америку на студије где је играо за универзитет Сетон Хал четири године. Није изабран на драфту 1994. па се вратио у Европу где је играо до краја каријере. Играо је за Шоле, Барселону (у два наврата), Олимпијакос и Фортитудо.

## Репрезентација
Са репрезентацијом Литваније је освојио две бронзане медаље на Олимпијским играма 1992. и 1996. и сребрну медаљу на Европском првенству 1995.